# Ta jedyna (serial telewizyjny)
Ta jedyna (oryg. A Única Mulher) – portugalski serial obyczajowy (telenowela) emitowany na antenie TVI od 15 marca 2015 do 6 stycznia 2017.

## Fabuła
Luis Miguel staje w obronie Artura, który wdaje się w bójkę w barze z jego siostrą Sarą i przyszłym szwagrem. Obaj trafiają do aresztu, gdzie się zaprzyjaźniają. Wkrótce Artur proponuje Luisowi Miguelowi wyjazd do Angoli, gdzie mógłby pracować. Ku wściekłości swojego ojca, Jorge, Luis Miguel decyduje się opuścić Lizbonę i odrzucić pracę w rodzinnej firmie, by na własną rękę budować swoją pozycję zawodową.
W Angoli, na miejscu budowy, dochodzi do wybuchu. Luis Miguel uchodzi z życiem, ale trafia na długi czas do szpitala. Tam czule opiekuje się nim młoda lekarz, Mara, dopóki ten nie odzyskuje przytomności. Gdy wreszcie młody architekt budzi się, mówi jej, że czuł jej obecność i się w niej zakochał. Mara odrzuca go, bo ma chłopaka i jest nim... Artur. Na dodatek pojawia się matka architekta - Pilar - która wyrzuca synowi, że nie może zakochać się w czarnoskórej dziewczynie. Słyszy to Mara i nie chce widzieć Luisa Miguela, a ten robi wszystko, by móc z nią porozmawiać i przekonać, by dali sobie szansę. Nie wie, że Pilar, chociaż go wspiera, robi wszystko, by odseparować go od Mary; na dodatek wychodzi na jaw, że dwaj przyjaciele walczą o tę samą kobietę. Jakby tego było mało, ojcowie Mary i Luisa Miguela próbowali razem zrobić interes, ale doszło do krachu portugalskiego banku i Norberto Venancio stracił na tym biznesie, przez co panowie się posprzeczali.
To dopiero początek wielkiej historii pełnej namiętności, w której bohaterowie będą walczyć z uprzedzeniami innych, aby wygrać batalię o miłość.

## Obsada
W rolach głównych udział wzięli m.in.:
- Ana Sofia Martins
- Lourenço Ortigão
- Alexandra Lencastre
- José Wallenstein
- Rita Pereira
- Angel Torres
- Mina Andala

## Przegląd sezonów
| Seria | Liczba odcinków | Liczba odcinków | Pierwsza emisja      | Pierwsza emisja      | Pierwsza emisja | Pierwsza emisja |
| Seria | Portugalia      | Polska          | Premiera serii       | Finał serii          | Premiera serii  | Finał serii     |
| ----- | --------------- | --------------- | -------------------- | -------------------- | --------------- | --------------- |
| 1     | 189             | 175             | 15 marca 2015        | 17 października 2015 | 8 czerwca 2020  | –               |
| 2     | 174             | –               | 19 października 2015 | 30 kwietnia 2016     | –               | –               |
| 3     | 198             | –               | 2 maja 2016          | 6 stycznia 2017      | –               | –               |

## Wersja polska
Serial jest nadawany premierowo na antenie TVP1 od poniedziałku do czwartku. Początkowo wyświetlany był o godzinie 8.40 po jednym odcinku, od 1 do 8 września 2020 o godzinie 9.15 po dwa odcinki, zaś od 9 września 2020 o godzinie 9:45 ponownie po jednym odcinku.
Od 1 lipca 2020 serial od pierwszego odcinka jest emitowany również na kanale TVP3, od poniedziałku do czwartku o 20.00, a ponadto można go oglądać na platformie TVP VOD.
Lektorem serialu jest Marek Ciunel. Opracowaniem wersji polskiej zajęła się Telewizja Polska.